# Vieux-Moulin (Oise)
 Vieux-Moulin  es una población y comuna francesa, en la región de Picardía, departamento de Oise, en el distrito de Compiègne y cantón de Compiègne-Sud-Est.

## Demografía
| 505 | 426 | 409 | 418 | 495 | 579 |
| Para los censos de 1962 a 1999 la población legal corresponde a la población sin duplicidades (Fuente: INSEE [Consultar]) |     |     |     |     |     |